# Don Henley
Donald Hugh Henley (ur. 22 lipca 1947 w Gilmer w stanie Teksas) – amerykański piosenkarz, perkusista, autor tekstów. Członek i współzałożyciel amerykańskiej grupy The Eagles.

## Dyskografia

### Albumy solowe
- 1982 -	I Can't Stand Still(inne języki)
- 1984 -	Building the Perfect Beast
- 1989 -	The End of the Innocence
- 1995 -	Actual Miles: Henley's Greatest Hits (kompilacja)
- 2000 -	Inside Job
- 2015 - Cass County